# فرناندو لاماس
فرناندو لاماس (به اسپانیایی: Fernando Lamas); ۹ ژانویهٔ ۱۹۱۵ – ۸ اکتبر ۱۹۸۲) هنرپیشه و فیلم‌نامه‌نویس اهل آرژانتین بود. او بین سال‌های ۱۹۴۲ تا ۱۹۸۲ میلادی فعالیت می‌کرد.
از آثار او می توان به  مرد عنکبوتی شگفت انگیز اشاره کرد.